# Ján Lipský

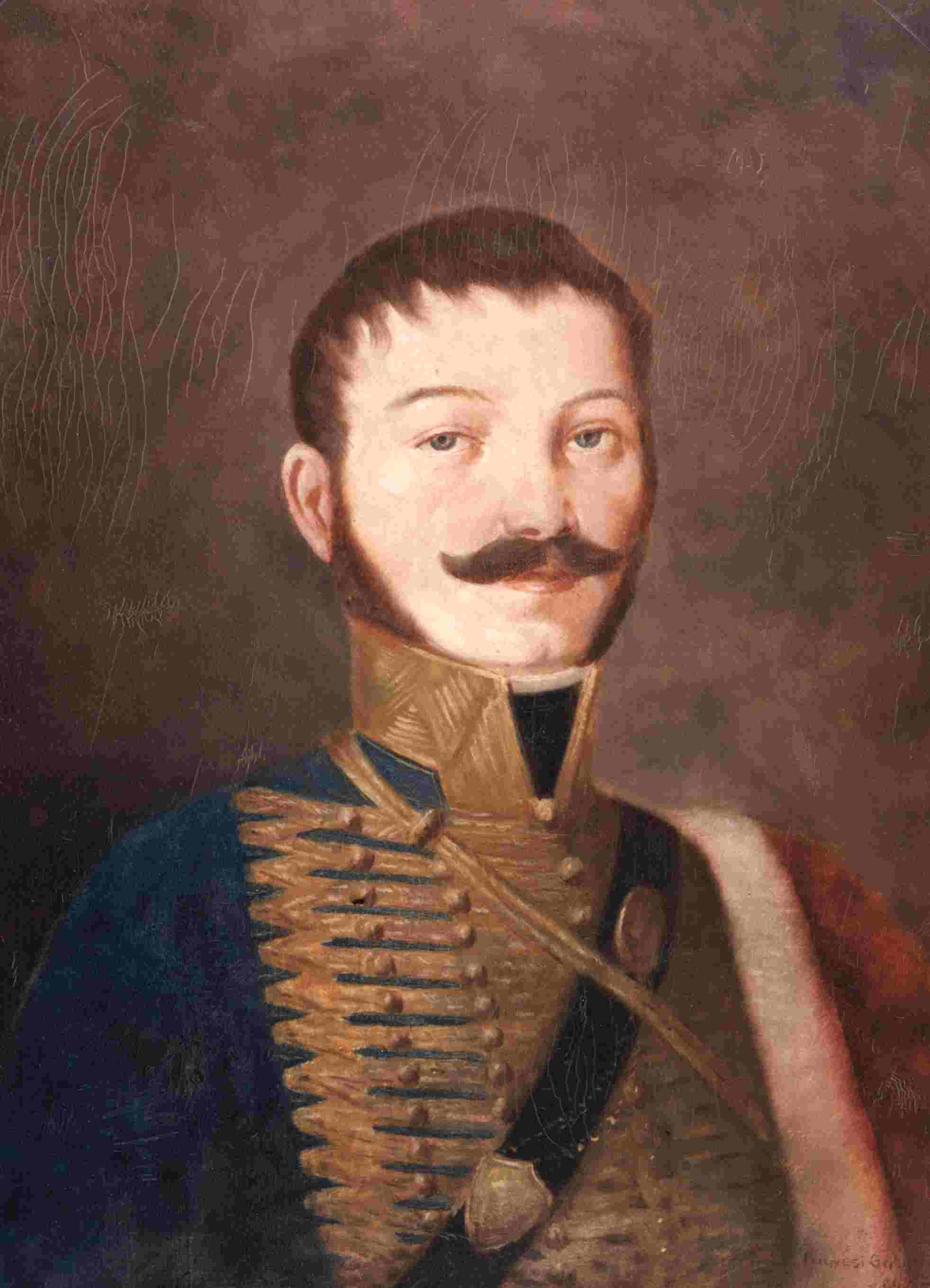

Ján Lipský (lateinisch Joannes Lipszky de Szedlicsna, ungarisch/deutsch János Lipszky von Szedlicsna; * 10. April 1766 in Sedličná; † 2. Mai 1826 ebenda) war ein slowakischer Kartograph und Offizier bei der Armee des Kaiserthums Österreich.
Sein Urgroßvater Daniel Lipský, der stellvertretende Bürgermeister von Trenčín hat den Adelstitel von Ferdinand III. im Jahr 1649 erhalten. Ján Lipský trat 1784 in die Armee ein und wurde 1807 Major und 1809 Oberst im Husaren-Regiment Nr.2. In den Jahren 1805 und 1809 nahm er an den Feldzügen des Erzherzog und Palatin Joseph Anton Johann. Ján Lipský hat in der Dienstkorrespondenz Deutsch und Latein genutzt (Dienstunterschrift war Joannes Lipszky de Szedlicsna, J. v. Lipszky, J. Lipszky m.p. usw.), seine Privatkorrespondenz ist überwiegend slowakisch, in slowakisch hat er seine Erinnerungen und das Testament geschrieben.
Im Jahr 1813 setzte er sich zur Ruhe und zog sich auf seine Güter zurück. In seinem Geburtsort ist die Grundschule mit Kindergarten nach ihm genannt.
Ab 1799 war er auch als Mappeur tätig und nahm mit dem Kartografen Bogdanich die Vermessung von etwa 500 ungarischen Ortschaften im Auftrag der ungarischen Statthalterei vor. Seine Mappen gelten als die ersten auf Grund von verlässlichen Vermessungen angelegten Karten Ungarns und Siebenbürgens. Auch das erste vollständige Ortsnamenlexikon Ungarns verfasste er.

## Werke

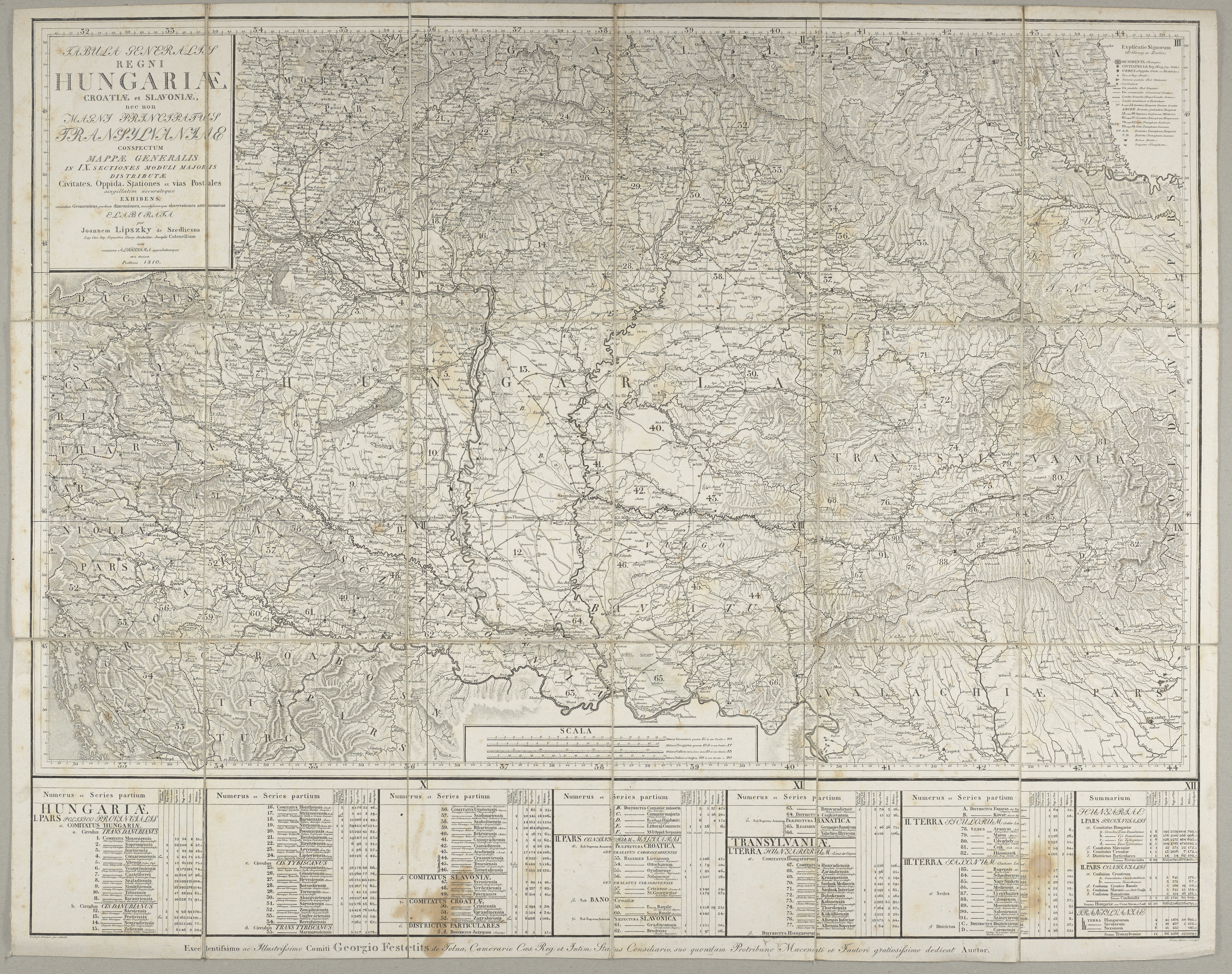
Beispiel einer Mappe von Lipský

- Mappa Generalis Regni Hungariae partiumque adnexarum Croatiae, Slavoniae et Confiniorum Militarium Magni item Principatus Transylvaniae geometricis partium dimensionibus, recentissimisque astronomicis observationibus superstructa, adjectis finibus Provinciarum Bukovinae, Galliciae, Silesiae, Austriae, Styriae, Carinthiae, Carnioliae, Dalmatiae, Bosniae, Serviae, Valachiae, et Moldaviae Quam honoribus Serenissimi Principis Regii Josephi Archiducis Palatini dedicat Pesthini, Anno MDCCCVI. Joannes de Lipszky, Legionis Caes.[areae] et Caes.[areo] Reg.[iae] Equestris Hungaricae Lib:[eri] Bar:[onis] Kinmayer Supr:[emus] Vigil:[iarum] Magister. [később: Lib:/eri/ Bar:/onis/ de Frimont Supr:/emus/ Vigil:/iarum/ Praefectus.]
- Repertorium locorum objectorumque in XII. tabulis Mappae regnorum Hungariae, Slavoniae, Croatiae et confiniorum militarium Magni item Principatus Transylvaniae occurentium, quas aeri incisas vulgavit Joannes Lipszky de Szedlicsna, regiminis caesario regii equestris Hungarici lib:[eri] bar:[onis] Frimont supremus vigiliarum praefectus. Secundum varias in his Provinciis usu receptas denominationes ab eodem Auctore elaboratum. Budae, Typis regiae Universitatis Pestanae 1808.
- Repertorium aller Oerter und Gegenstände, die in der von Johann von Lipsky Oberstwachtmeister des löbl.[ichen] Baron Frimontischen k. k. Hussaren-Regiments in zwölf Blättern herausgegebenen Charte der Königreiche Ungarn, Kroatien, Slavonien, samt der Militär-Gränze, wie auch des Großfürstenthums Siebenbürgen vorkommen, nach den verschiedenen in diesen Ländern gebräuchlichen Benennungen von demselben Verfasser bearbeitet. Ofen, gedruckt mit königlichen Universitäts-Schriften 1808 (Digitalisat in der Google-Buchsuche).
- Tabula Generalis Regni Hungariae, Croatiae et Slavoniae, nec non Magni Principatus Transylvaniae conspectum Mappae Generalis in IX. sectiones moduli majoris distributae Civitates, Oppida, Stationes et vias Postales singillatim accurateque exhibens, secundum Geometricas partium dimensiones, recentissimasque observationes astronomicas elaborata per Joannem Lipszky de Szedlicsna Leg:[ionis] Caes:[areae] Reg:[iae] Equestris Hung:[aricae] Archiduc:[is] Josephi Colonellum cum revisione Altissima approbationeque aeri incisa Pesthini 1810.
- Plan / der beyden Königl.[ichen] freyen Hauptstädte Ungerns / Ofen und Pest / seiner Kaiserl.[ichen] Hoheit dem Erzherzog / Joseph / Palatin von Ungern / Herausgegeben von / Schreyvogel & Riedl / Gestochen von Carl Stein / Wien & Pest / 1810. / Gewidmet in aller Unterthänigkeit / von Johann v. Lipszky / K.[aiserlich-] K.[öniglichem] Husaren Obrist.